# Anthony Hunter
Anthony R. "Tony" Hunter, född 23 augusti 1943 i Ashford, England, är en brittisk-amerikansk biolog, som är professor i biologi vid Salk Institute for Biological Studies och University of California, San Diego.
Han tilldelades Wolfpriset i medicin 2005.

## Biografi
Hunter utbildades vid Felsted School, före Christ's College, Cambridge, där han avlade en doktorsexamen 1969 på forskning om proteinsyntes. Efter sin doktorsexamen innehade Hunter ett stipendium vid Christ's College, Cambridge, i Cambridge (1968–1971) och (1973–1975).

## Karriär och vetenskapligt arbete
Från 1971 till 1973 var Hunter postdoktoral forskningsassistent vid Salk Institute for Biological Studies i La Jolla, Kalifornien. Han var därefter biträdande professor 1975–78, docent 1978–82, professor 1982 och framåt och sedan 2008 chef för Salk Institute Cancer Center. Han sitter också i urvalskommittén för Life Science and Medicine som utser vinnare av Shawpriset.
Hunter är en av de främsta erkända och ledande inom celltillväxtkontroll, tillväxtfaktorreceptorer och deras signaltransduktionsvägar. Han är välkänd för att ha upptäckt att tyrosinfosforylering är en grundläggande mekanism för transmembran-signaltransduktion som svar på tillväxtfaktorstimulering och att avreglering av sådan tyrosinfosforylering, genom aktiverade onkogena proteintyrosinkinaser, är en pivotal mekanism som används vid malign omvandling av celler. Hans arbete är viktigt för att signalera vägar och deras störningar.
Hunter var en av grundarna av Signal Pharmaceuticals.

## Utmärkelser och hedersbetygelser
Hunter vann Wolfpriset i medicin 2005 för upptäckten av proteinkinaser som fosforylerar tyrosinrester i proteiner, kritiska för reglering av en mängd olika cellulära händelser, inklusive malign transformation. Han har, tillsammans med Charles Sawyers och Joseph Schlessinger, tilldelats BBVA Foundation Frontiers of Knowledge Award 2014 i kategorin Biomedicine för att "anlägga vägen som ledde till utvecklingen av en ny klass av framgångsrika cancerläkemedel." 
- 1987 invald som Fellow of the Royal Society (FRS)[16]
- 1994 Charles S. Mott Prize by the General Motors Cancer Research Foundation.
- 1994 Gairdner Foundation International Award.
- 1998 Member of the US National Academy of Sciences.[17]
- 2001 Keio Medical Science Prize[18]
- 2004 Louisa Gross Horwitz Prize av Columbia University.[19]
- 2005 Wolf Prize in Medicine
- 2006 Pasarow Award in Cancer Research.[20]
- 2014 Royal Medal
- 2014 BBVA Foundation Frontiers of Knowledge Award inom biomedicin
- 2017 Sjöberg Prize for Cancer Research [21]
- 2018 Tang Prize
- 2018 Pezcoller Foundation-AACR International Award for Cancer Research[22]